# Gais (Itália)
Gais (Gais) é uma comuna italiana da região do Trentino-Alto Ádige, província de Bolzano, com cerca de 2.865 habitantes. Estende-se por uma área de 60 km², tendo uma densidade populacional de 48 hab/km². Faz fronteira com Brunico, Campo Tures, Falzes, Perca, Selva dei Molini.

## Demografia
| Variação demográfica do município entre 1861 e 2011                               |
|                                                                                   |
| Fonte: Istituto Nazionale di Statistica (ISTAT) - Elaboração gráfica da Wikipedia |